# Predigerkirche (Rottweil)

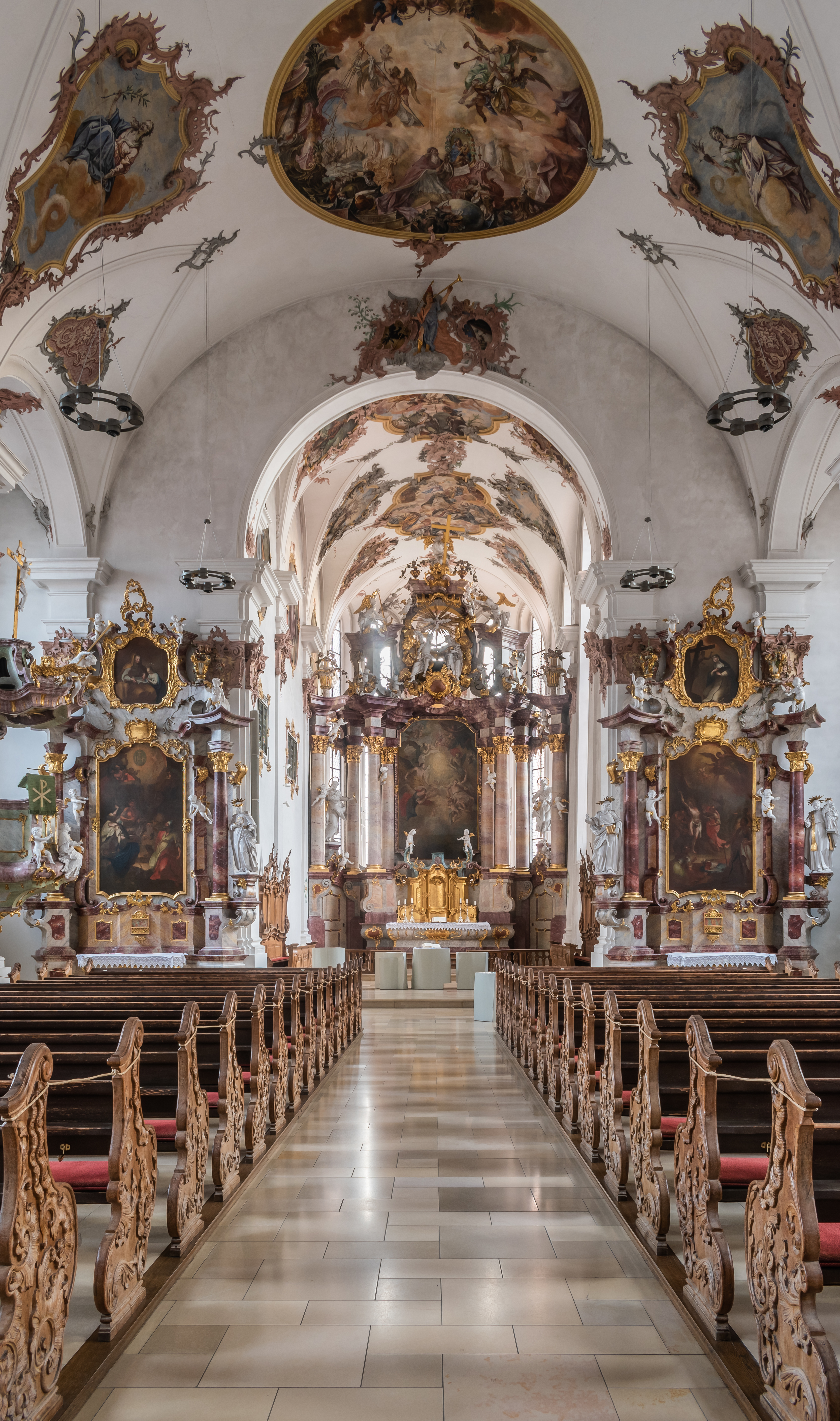
Innenraum der Predigerkirche (2011)

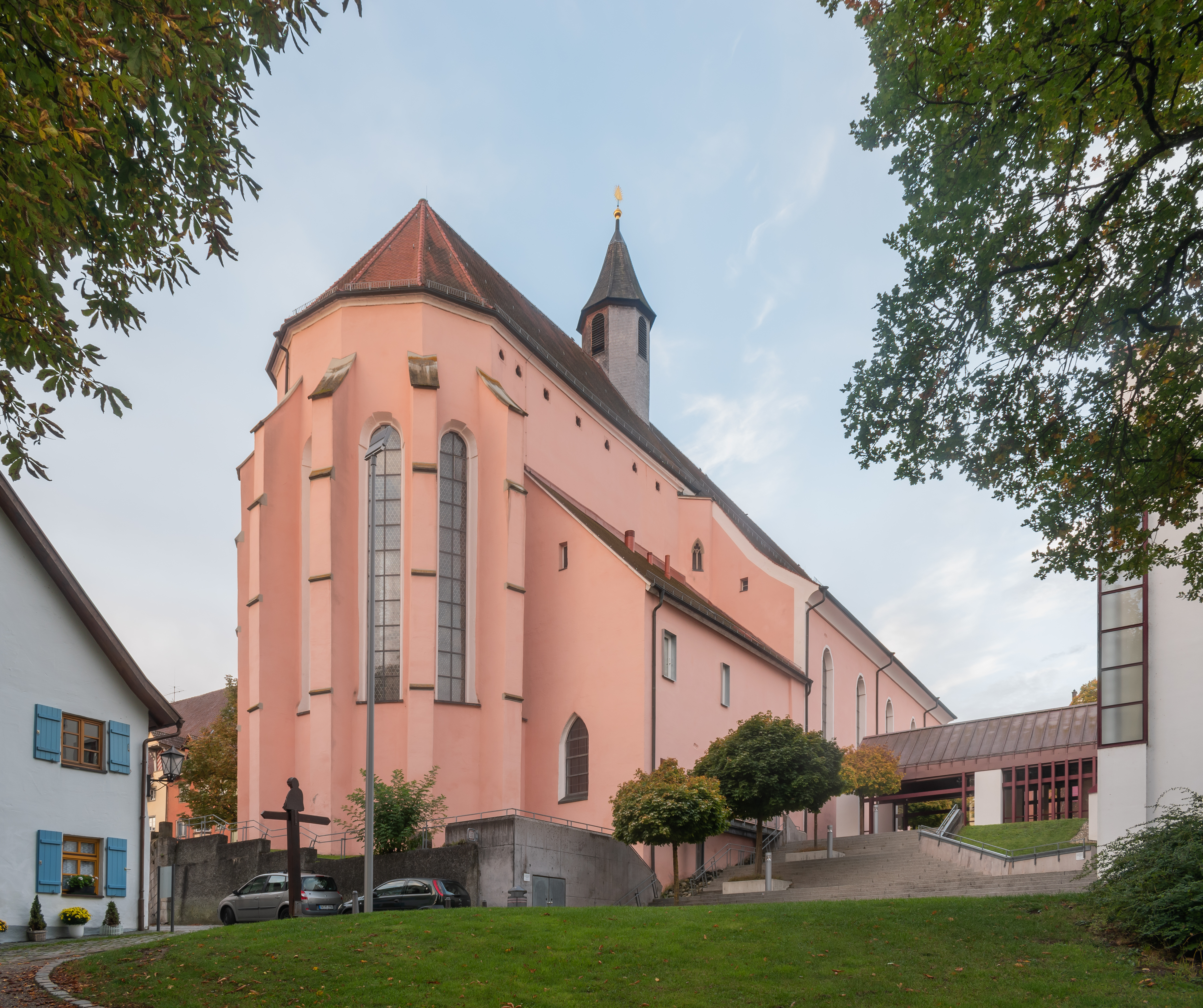
Predigerkirche Rottweil

Die Predigerkirche (eigentlich St. Peter und Paul) ist die evangelische Stadtpfarrkirche von Rottweil in Baden-Württemberg. Die Predigerkirche Rottweil ist eine der bedeutendsten erhaltenen Bettelordenskirchen Süddeutschlands und ein herausragendes Exemplar barockisierter Sakralarchitektur. Die Kirche war jahrhundertelang die Klosterkirche des Dominikanerklosters Rottweil. Nach dem Übergang Rottweils zum Herzogtum Württemberg 1802/1803 und 1806 zum Königreich Württemberg wurde die katholische Klosterkirche zur evangelischen Stadtpfarrkirche.

## Geschichte

### Dominikaner
Die Kirche wurde ab dem Jahr 1268 auf Veranlassung von Albertus Magnus als Klosterkirche für das Dominikanerkloster in Rottweil erbaut und vermutlich 1282 geweiht.
Anders als etwa in Reutlingen, Konstanz oder Zürich gab es in Rottweil keinen namhaften theologischen Anführer der reformatorischen Überzeugungen, so dass sich im 16. Jahrhundert die Reformation in Rottweil nicht durchsetzte. Die Beziehungen zwischen der Schweizer Eidgenossenschaft und Rottweil kühlten während der Reformationszeit ab.
Während der Belagerung Rottweils im Dreißigjährigen Krieg durch die Truppen des französischen Marschalls Guébriant im Spätjahr 1643 ereignete sich das so genannte Wunder der Augenwende, woraufhin die Wallfahrt zu der Kirche einsetzte. In den Jahren 1753 bis 1755 wurde die Kirche spätbarock umgestaltet; dabei wurden u. a. ein gotischer Lettner entfernt und der Altarbereich umgestaltet. Der Marienaltar des Wunders steht heute im Heiligkreuz-Münster.

### Evangelische Stadtpfarrkirche
Nachdem Rottweil 1802/03 an Württemberg gekommen war, wurde das Kloster aufgehoben und die Kirche im Jahr 1806 den evangelischen Angehörigen der württembergischen Garnison in Rottweil überlassen. Einen eigenen evangelischen Garnisonsprediger gab es ab 1807. 1818 wurde das Gebäude schließlich zur evangelischen Stadtpfarrkirche für die zuvor von Flözlingen aus betreute evangelische Gemeinde in Rottweil erhoben.
Im Jahr 1924 wurde die Kirche umfassend saniert. Eine weitere Sanierung fand, auch bedingt durch die Schäden nach Einquartierung von zahlreichen Kriegsgefangenen nach dem Zweiten Weltkrieg, bereits in den Jahren 1970 bis 1974 statt; der Guss der beiden Glocken erfolgte 1950.
Der Einquartierung von geschätzt rund 30.000 Kriegsgefangenen in der Predigerkirche unter menschenunwürdigen Bedingungen wurde aus Anlass des 75. Jahrtages des Kriegsendes 2020 gedacht. Dabei wurde an die aufs rohe Holz des Orgelgehäuses gekritzelte Inschrift „Es waren bittere Stunden, die wir nie vergessen werden“ erinnert.

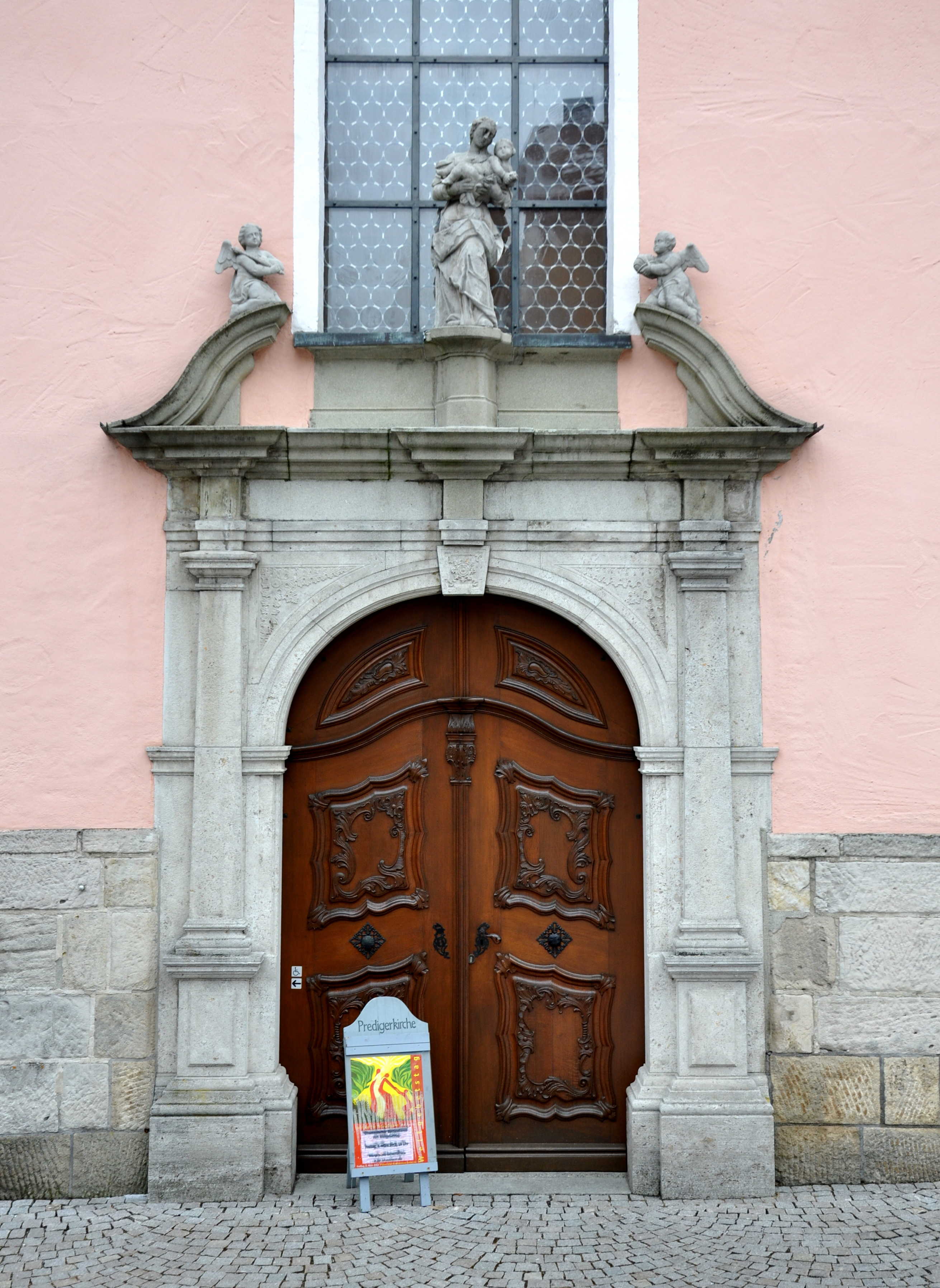
Portal
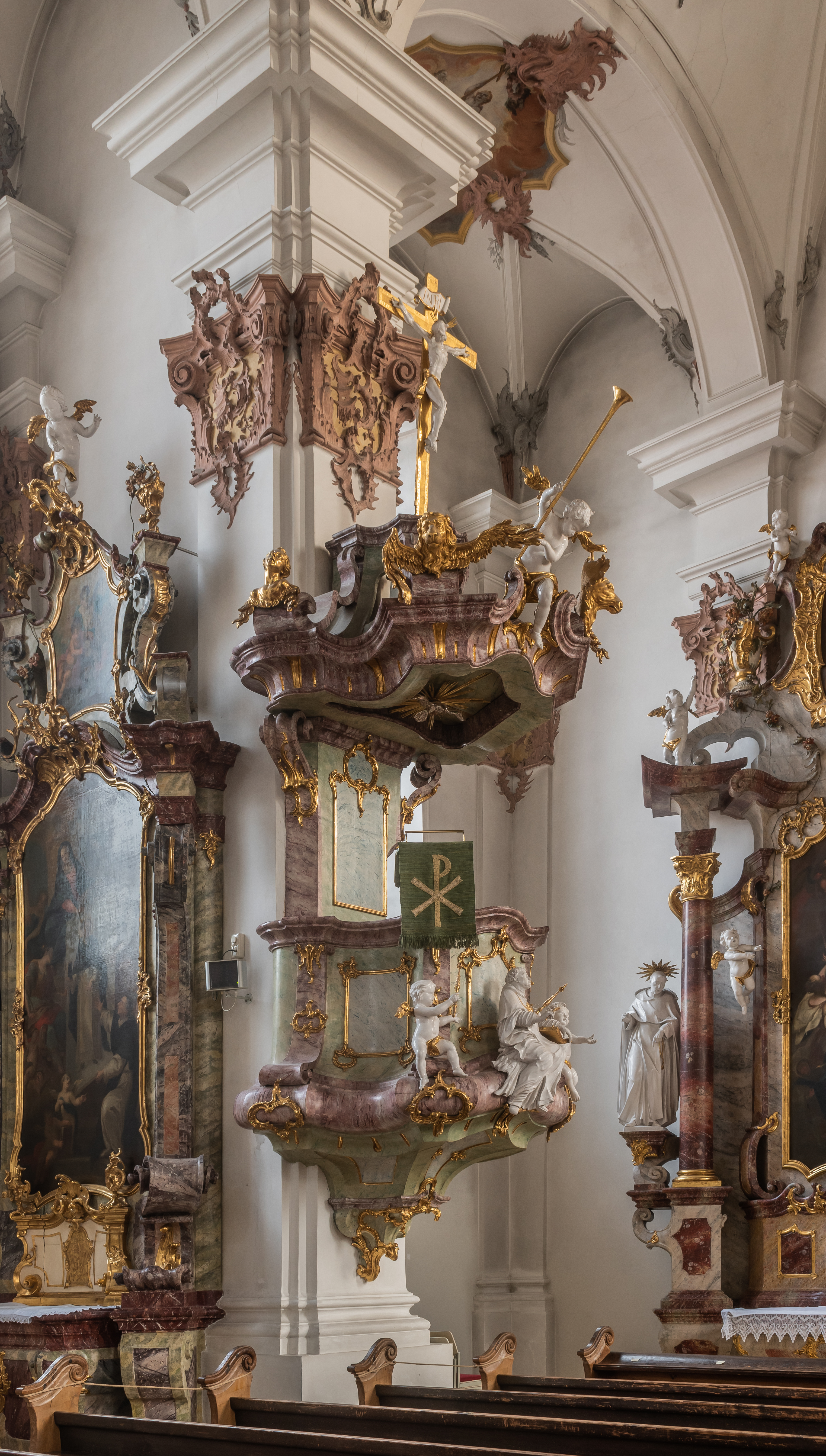
Kanzel
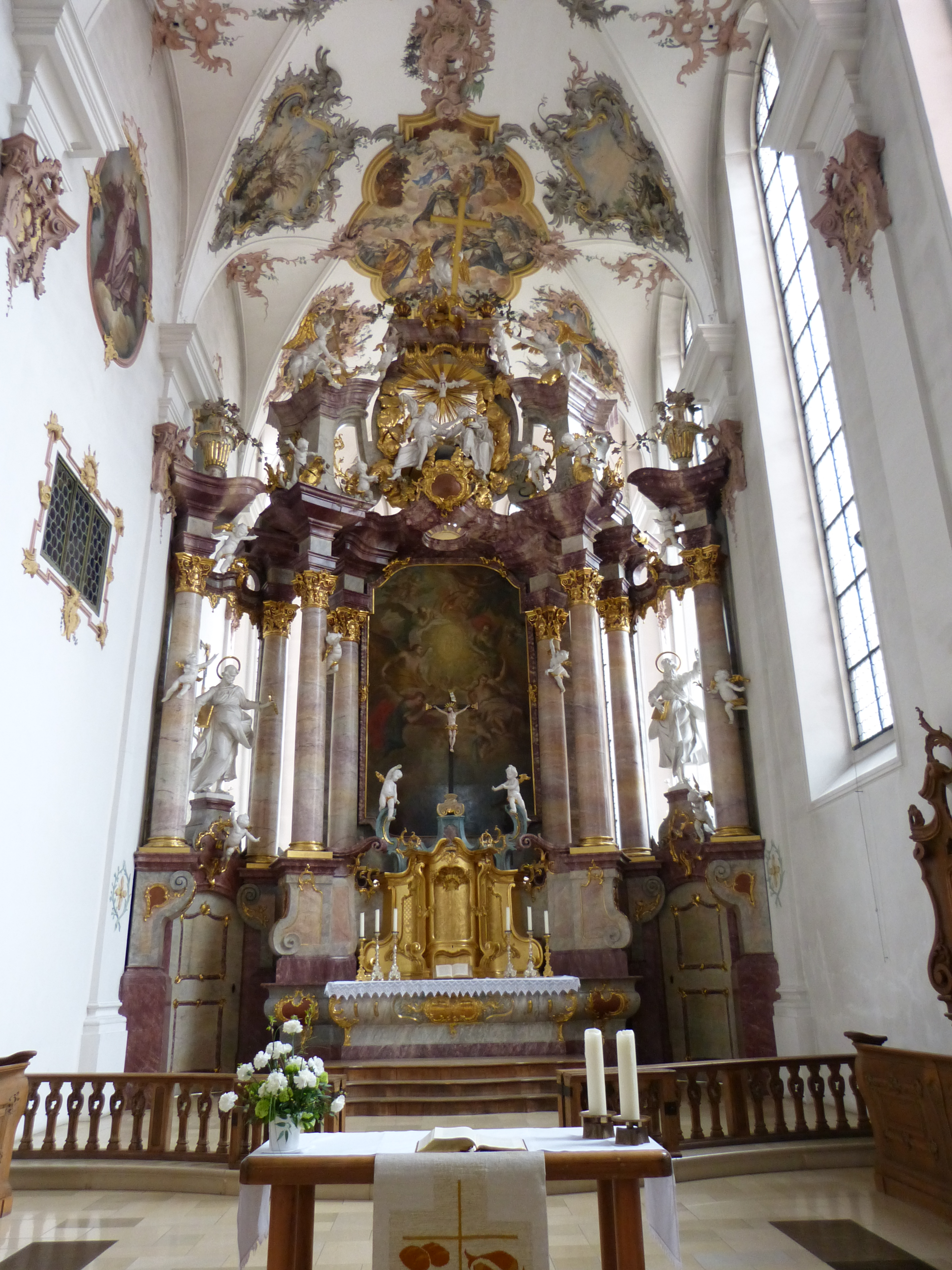
Hochaltar
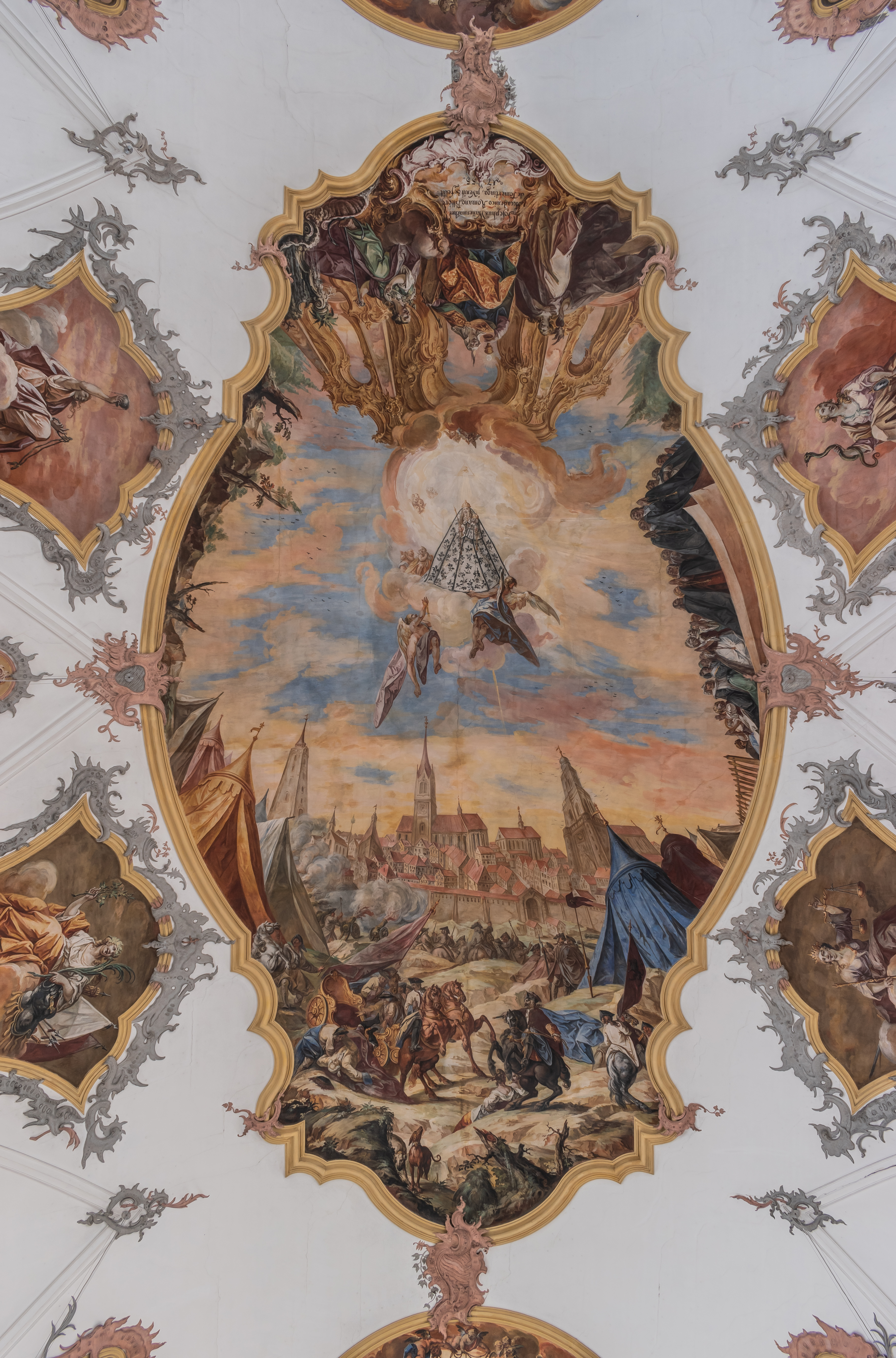
Deckenfresko

## Orgel

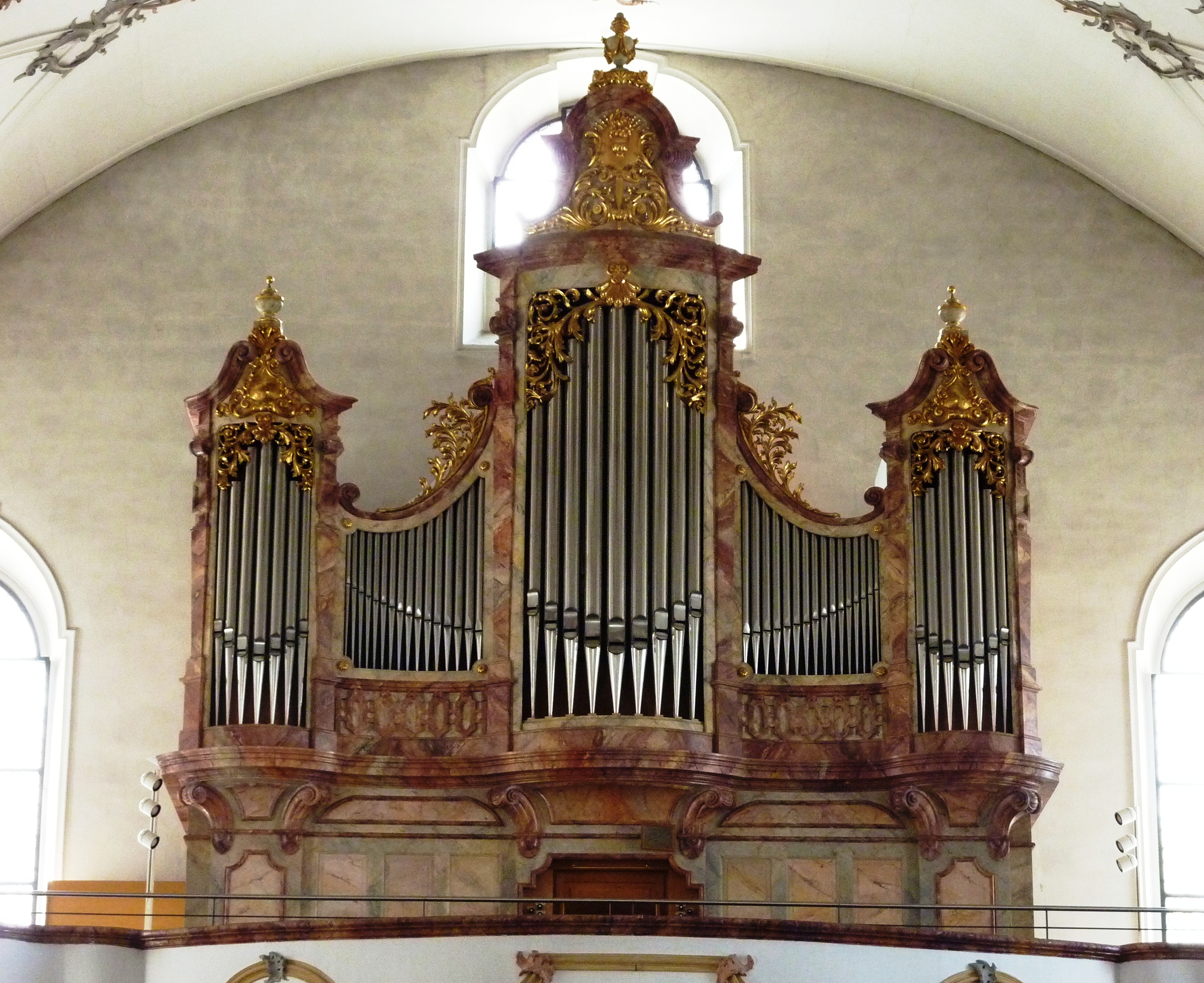
Orgel der Predigerkirche

Die Orgel der Predigerkirche wurde 1976 von dem Orgelbauer Peter Vier (Oberweier) in einem vorhandenen Orgelgehäuse errichtet. Die Disposition entwarf der Balinger Kirchenmusikdirektor Gerhard Rehm. In dem Instrument wurden einige Register der Vorgängerorgel wiederverwendet, die 1898 mit dem neubarocken Gehäuse von dem Orgelbauer Weigle erbaut und im Jahr 1952 umgebaut worden war. Das Schleifladen-Instrument hat 31 Register (2057 Pfeifen), darunter 5 Vorabzüge, auf zwei Manualen und Pedal. Das 1. Manualwerk ist als Koppelmanual angelegt. Neun Register des Hauptwerkes stehen auf Wechselschleifen und sind mittels Halbzuges im Pedal registrierbar. Im Zuge von Renovierungsarbeiten 2013 wurde das Register Oboe (ursprünglich als 4′ gebaut) eine Oktave tiefer gesetzt und mit Basspfeifen ergänzt, so dass die Verwendungsmöglichkeiten wesentlich erweitert wurden. Der Zimbelstern wurde zu diesem Zeitpunkt ebenfalls hinzugefügt.
| II Hauptwerk C–g3 |                    |       |
| 1.                | Bourdon            | 16′   |
| 2.                | Prinzipal          | 8′    |
| 3.                | Holzflöte          | 8′    |
| 4.                | Gedackt            | 8′    |
| 5.                | Oktave             | 4′    |
| 6.                | Holzgedackt        | 4′    |
| 7.                | Oktave (VA Nr. 8)  | 2′    |
| 8.                | Rauschpfeife II    | 2 ⁄3′ |
| 9.                | Quinte (VA Nr. 10) | 1 ⁄3′ |
| 10.               | Mixtur V           | 1 ⁄3′ |
| 11.               | Cornett V          | 8′    |
| 12.               | Trompete           | 8′    |
| 13.               | Clairon            | 4′    |

| III Positiv C–g3 |                     |       |
| 14.              | Bourdon             | 8′    |
| 15.              | Salicional          | 8′    |
| 16.              | Prinzipal           | 4′    |
| 17.              | Rohrflöte           | 4′    |
| 18.              | Waldflöte           | 2′    |
| 19.              | Quinte (VA Nr. 20)  | 2 ⁄3′ |
| 20.              | Sesquialter II      | 2 ⁄3′ |
| 21.              | Quinte              | 1 ⁄3′ |
| 22.              | Sifflet (VA Nr. 23) | 1′    |
| 23.              | Scharf IV           | 1′    |
| 24.              | Cromorne            | 8′    |
| 25.              | Oboe (urspr. 4')    | 8′    |
|                  | Tremulant           |       |
|                  | Zimbelstern (2013)  |       |

| Pedalwerk C–f1 |                        |     |
| 26.            | Prinzipalbass          | 16′ |
| 27.            | Oktavbass              | 8′  |
| 28.            | Choralbass (VA Nr. 29) | 4′  |
| 29.            | Hintersatz V           | 4′  |
| 30.            | Bombarde               | 16′ |
| 31.            | Posaune                | 8′  |
|                | Bourdon (WS Nr. 1)     | 16′ |
|                | Prinzipal (WS Nr. 2)   | 8′  |
|                | Holzflöte (WS Nr. 3)   | 4′  |
|                | Gedackt (WS Nr. 4)     | 8′  |
|                | Oktave (WS Nr. 5)      | 4′  |
|                | Holzgedackt (WS Nr. 6) | 4′  |
|                | Cornett V (WS Nr. 11)  | 2′  |
|                | Trompete (WS Nr. 12)   | 8′  |
|                | Clairon (WS Nr. 13)    | 4′  |